# Aleksy Kuziemski
Aleksy Kuziemski est un boxeur polonais né à Świecie le 9 mai 1977.

## Carrière
Sa carrière amateur est principalement marquée par deux médailles de bronze remportées aux championnats du monde de Bangkok en 2003 et aux championnats d'Europe de Pula en 2004 dans la catégorie mi-lourds.

### Jeux olympiques
- Participation aux Jeux de 2004 à Athènes

### Championnats du monde de boxe amateur
- Médaille de bronze en -81 kg en 2003 à Bangkok, Thaïlande

### Championnats d'Europe de boxe amateur
- Médaille de bronze en -81 kg en 2004 à Pula, Croatie

### Championnats de l'Union européenne de boxe amateur
- Médaille d'argent en -81 kg en 2004 à Madrid,  Espagne